# توزر
توزر (بالأمازيغية: ⵜⵓⵣⴻⵔ )هي مدينة وواحة صحراوية تقع في الجنوب الغربي للجمهورية التونسية ويبلغ عدد سكانها حوالي 40.000 نسمة، هي عاصمة ولاية توزر ومركز بلاد الجريد. تقع توزر في الشمال الغربي لشط الجريد وجنوبي شط الغرسة، على بعد 430 كم من العاصمة تونس.

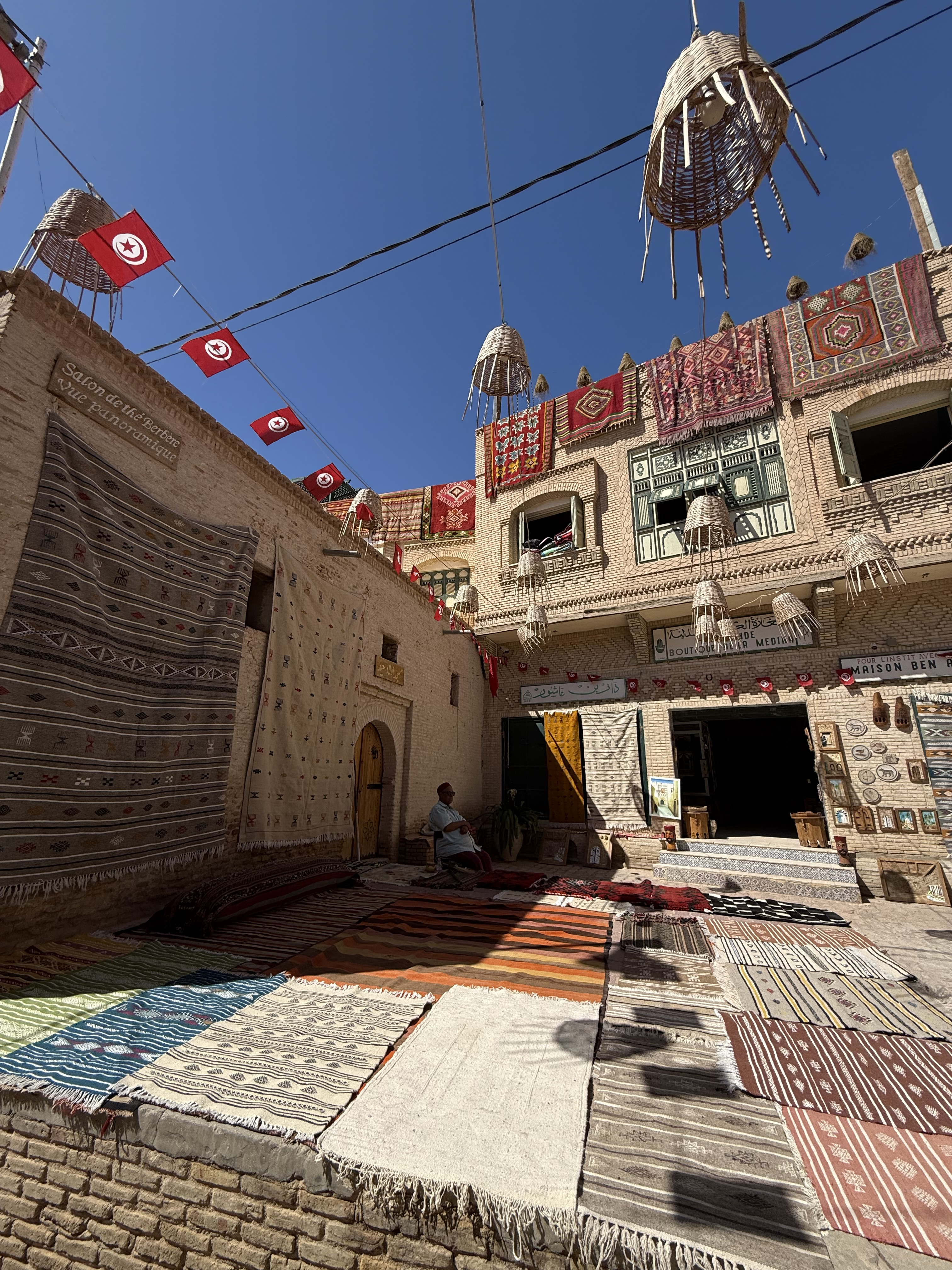
المدينة العتيقة لتوزر

## جغرافيا

### مناخ
تمتاز توزر بمناخ صحراوي حار (وفق تصنيف كوبن للمناخ BWh)، وهو مناخ نموذجي لحافة الصحراء الكبرى الشمالية. يبلغ المعدل السنوي لهطول الأمطار 80.8 ملم (3.18 إنش)، ويبلغ متوسط درجة الحرارة السنوي (ليلًا ونهارًا) 22.2 درجة مئوية (72.0 درجة فهرنهايت)، مما يجعل المدينة حارة وجافة على مدار العام. الطقس غالبًا ما يكون مستقرًا ومشمسًا طوال السنة.
تُعدّ فصول الصيف شديدة الحرارة، حيث تتجاوز درجات الحرارة اليومية غالبًا 45 درجة مئوية (113 فهرنهايت) في الظل، ويمكن لرياح الشهيلي (السيروكو) أن ترفع الحرارة لتقترب من 50 درجة مئوية (122 فهرنهايت).
أما في الشتاء، فقد تنخفض درجات الحرارة أحيانًا إلى ما دون الصفر مئوي ليلًا وقبيل شروق الشمس
| الشهر  | أقصى حرارة مسجلة °م (°ف) | متوسط أقصى حرارة °م (°ف) | متوسط الحرارة اليومية °م (°ف) | متوسط أدنى حرارة °م (°ف) | أدنى حرارة مسجلة °م (°ف) | متوسط الهطول ملم (إنش) | عدد أيام الهطول (≥1 ملم) | متوسط الرطوبة (%) | متوسط عدد ساعات الشمس |
| ------ | ------------------------ | ------------------------ | ----------------------------- | ------------------------ | ------------------------ | ---------------------- | ------------------------ | ----------------- | --------------------- |
| يناير  | 27.6 (81.7)              | 17.0 (62.6)              | 11.9 (53.4)                   | 6.8 (44.2)               | −2.6 (27.3)              | 13.7 (0.54)            | 1.4                      | 63                | 208.1                 |
| فبراير | 31.7 (89.1)              | 19.2 (66.6)              | 13.6 (56.5)                   | 8.1 (46.6)               | −1.6 (29.1)              | 7.2 (0.28)             | 1.1                      | 55                | 222.7                 |
| مارس   | 39.8 (103.6)             | 23.0 (73.4)              | 17.4 (63.3)                   | 11.6 (52.9)              | 0.8 (33.4)               | 11.2 (0.44)            | 1.6                      | 52                | 245.8                 |
| أبريل  | 40.2 (104.4)             | 27.4 (81.3)              | 21.3 (70.3)                   | 15.2 (59.4)              | 4.4 (39.9)               | 13.2 (0.52)            | 1.5                      | 49                | 258.9                 |
| مايو   | 46.6 (115.9)             | 32.3 (90.1)              | 25.9 (78.6)                   | 19.5 (67.1)              | 2.0 (35.6)               | 4.1 (0.16)             | 0.8                      | 46                | 281.0                 |
| يونيو  | 48.7 (119.7)             | 37.1 (98.8)              | 30.4 (86.7)                   | 23.6 (74.5)              | 14.4 (57.9)              | 4.0 (0.16)             | 0.4                      | 42                | 315.7                 |
| يوليو  | 49.0 (120.2)             | 40.0 (104.0)             | 33.3 (91.9)                   | 26.4 (79.5)              | 17.6 (63.7)              | 1.1 (0.04)             | 0.2                      | 40                | 347.2                 |
| أغسطس  | 48.0 (118.4)             | 39.6 (103.3)             | 33.2 (91.8)                   | 26.7 (80.1)              | 17.8 (64.0)              | 2.4 (0.09)             | 0.5                      | 44                | 326.7                 |
| سبتمبر | 45.2 (113.4)             | 34.9 (94.8)              | 29.2 (84.6)                   | 23.5 (74.3)              | 12.8 (55.0)              | 9.5 (0.37)             | 1.3                      | 51                | 252.6                 |
| أكتوبر | 40.9 (105.6)             | 29.6 (85.3)              | 24.2 (75.6)                   | 18.7 (65.7)              | 5.8 (42.4)               | 9.8 (0.39)             | 1.4                      | 56                | 237.4                 |
| نوفمبر | 33.6 (92.5)              | 22.6 (72.7)              | 17.5 (63.5)                   | 12.3 (54.1)              | 1.4 (34.5)               | 11.4 (0.45)            | 1.3                      | 60                | 213.8                 |
| ديسمبر | 27.8 (82.0)              | 17.9 (64.2)              | 12.9 (55.2)                   | 7.9 (46.2)               | 0.0 (32.0)               | 8.9 (0.35)             | 1.4                      | 64                | 202.7                 |
| السنة  | 49.0 (120.2)             | 28.4 (83.1)              | 22.6 (72.7)                   | 16.7 (62.1)              | −2.6 (27.3)              | 96.5 (3.80)            | 13.0                     | 52                | 3,112.6               |

المصدر 1: المعهد الوطني للرصد الجوي (الرطوبة 1961–1990، الشمس 1981–2010)
المصدر 2: NOAA

## الاقتصاد

### السياحة
ولاية توزر بها 31 نزلا من فئة 3 إلى 5 نجوم 16 منها في مدينة توزر و البقية موزعة على باقي المعتمديات. 
كما يوجد بها مطار توزر نفطة الدولي الذي يعتبر أكبر مطار من حيث المساحة ومدارج الطائرات بجمهورية تونس، و يعرف بإحتضانه لطائرات الرئيس العراقي السابق صدام حسين من نوع بوينغ 747 خلال حرب الخليج الثانية حيث تم وضعهم هناك لحمايتهم.

يوجد بتوزر أكبر ملعب غولف في تونس من حيث المساحة ومن أكبر 5 ملاعب غولف في العالم .سياحة صحراوية في كثبان الرمال ، واحات ومناظر طبيعية و واحات جبلية وشلالات مياه طبيعية و غيرها.

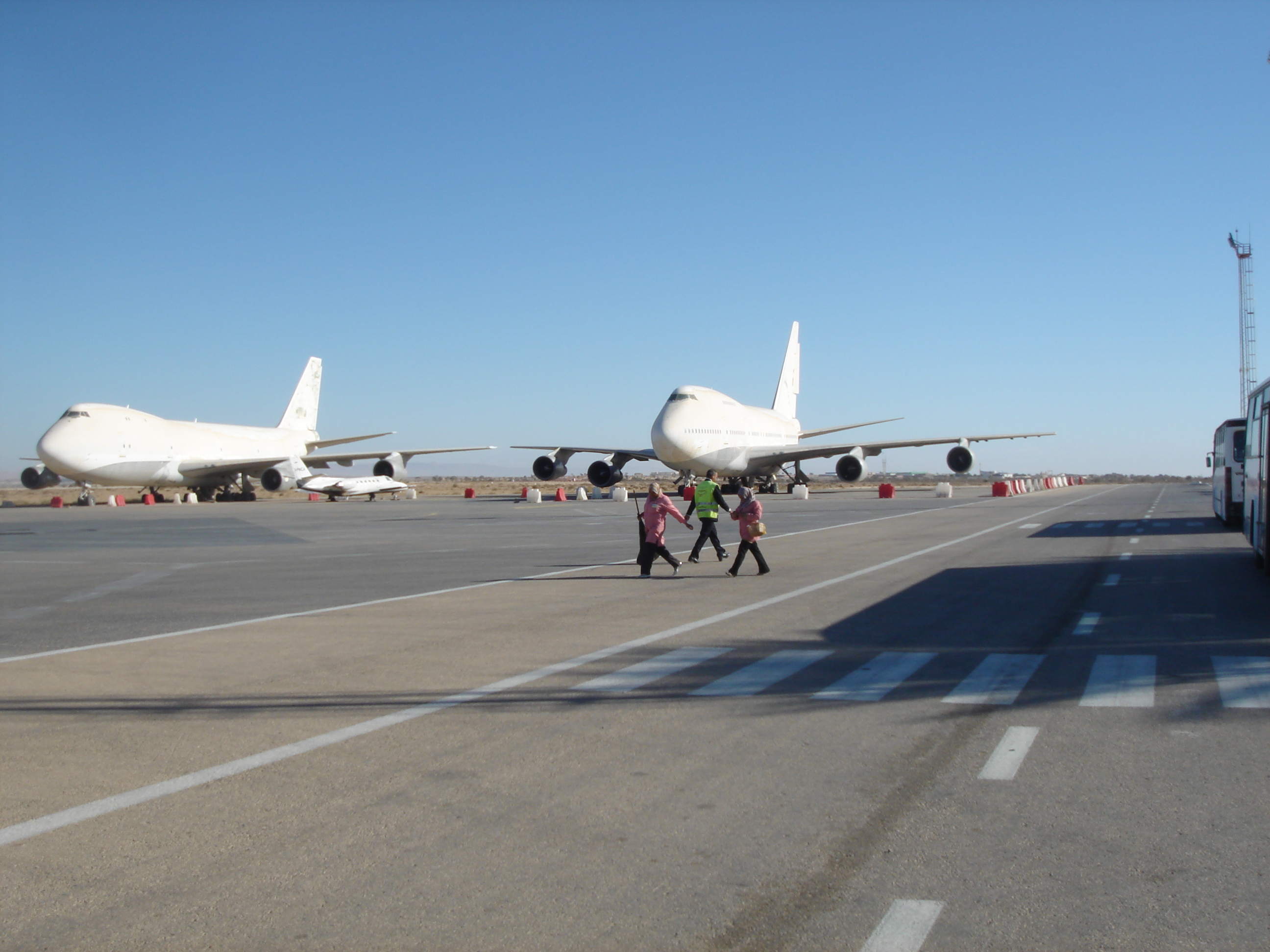
مطار توزر-نفطة الدولي
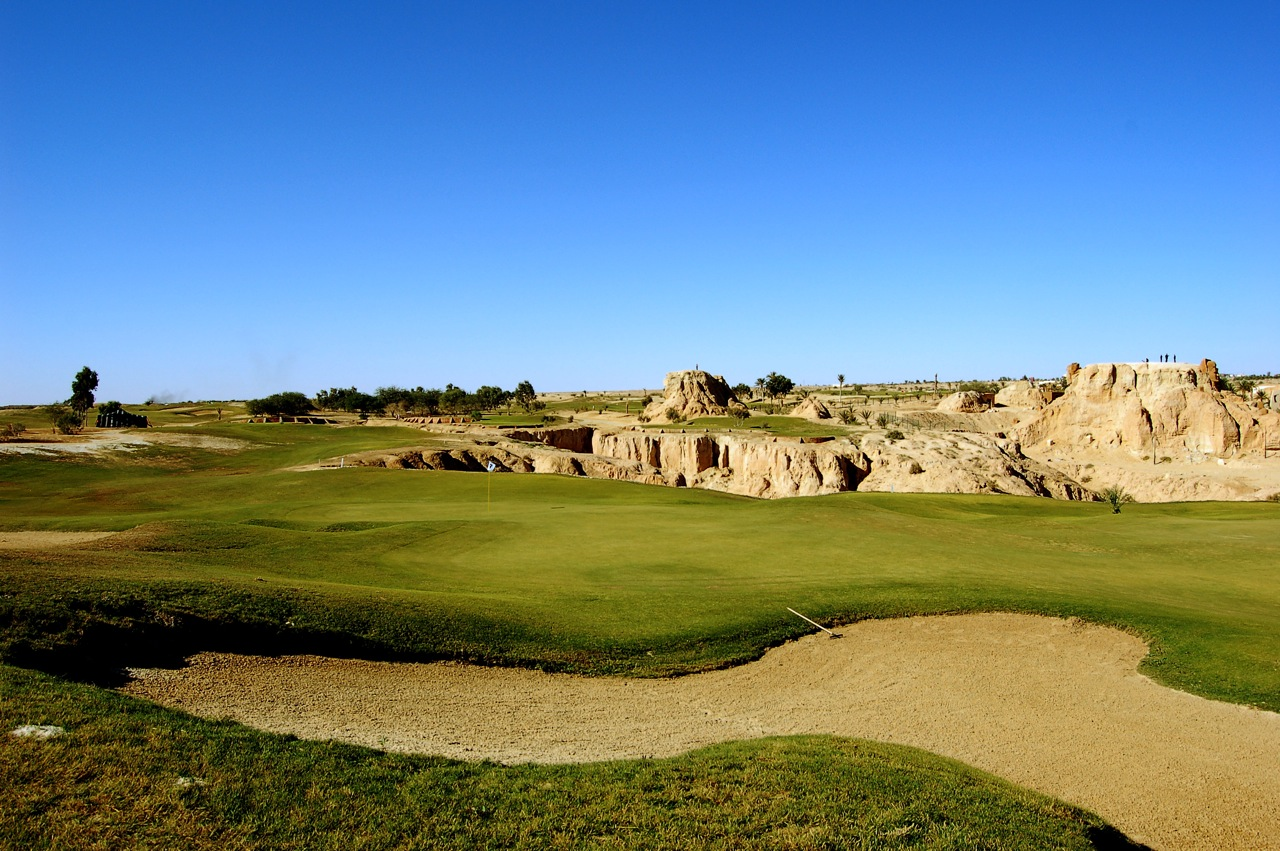
ملعب غولف توزر، سنة 2007
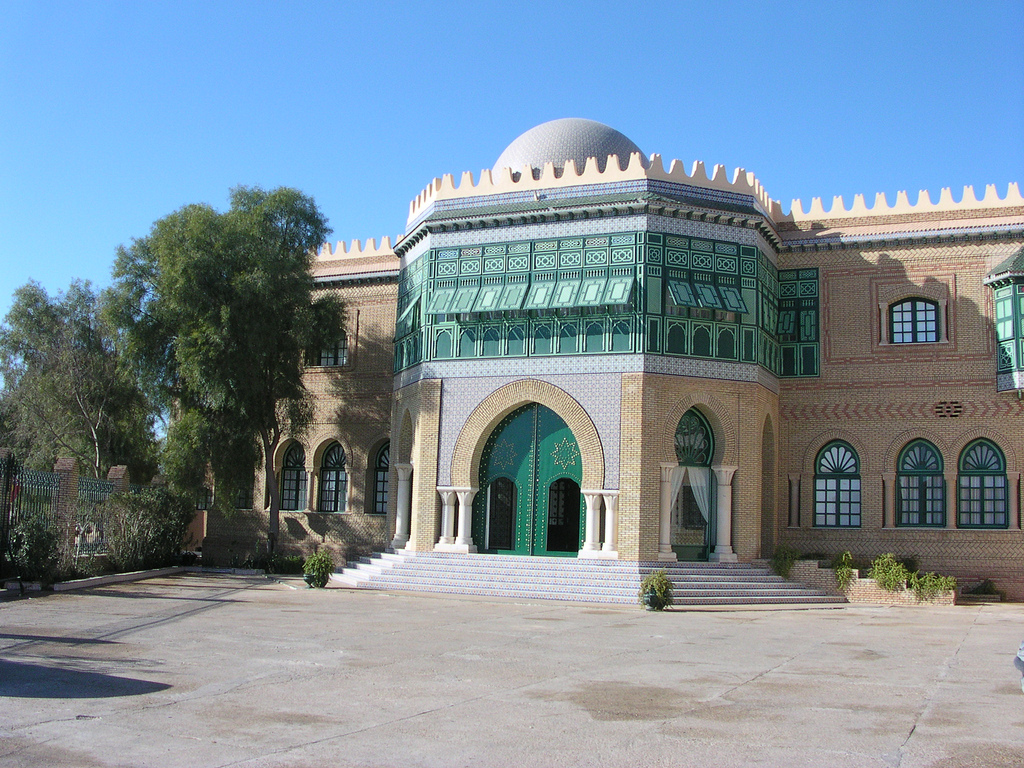
متحف دار شريط

## الرياضة
الجريدة الرياضية بتوزر هو نادي كرة قدم تونسي و مقره بمدينة توزر. تأسس عام 1947. وهو ينشط في الرابطة التونسية المحترفة الثالثة لكرة القدم، كما يُعدّ النادي الممثل الرياضي الأول للمدينة، وقد حقق نتائج متميزة خلال بعض المواسم.

## أعلام

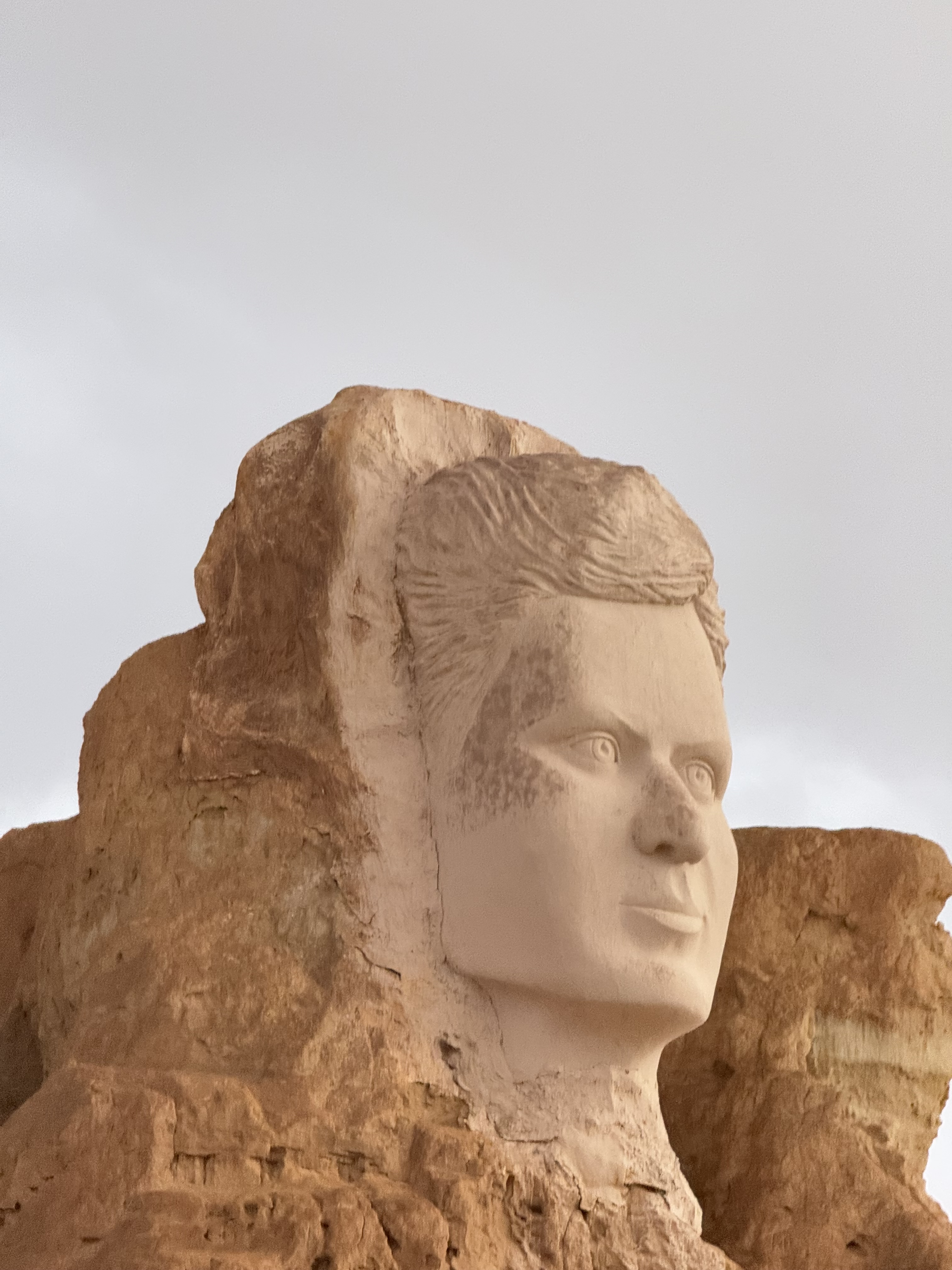
تمثال لرأس الشاعر أبو القاسم الشابي بمنتزه رأس العين بتوزر

- جلال القادري (1971), مدرب كرة قدم، قام بتدريب المنتخب التونسي في كأس العالم 2022.
- يوسف صديق (1943)، فيلسوف وعالم أنثروبولوجي.
- علي الشابي (1934), سياسي و أول وزير شؤون دينية.
- فضيلة الشابي (1946)، شاعرة و روائية. و هي أيضا إبنة عم الشاعر أبو القاسم الشابي.
- عبد الرؤوف الشريف (1952)، طبيب، أستاذ جامعي و سياسي شغل منصب وزير الصحة سنة 2018.
- الأزهر القروي الشابي (1927)، محامي و سياسي شغل منصب وزير عدل.
- ابن الشباط التوزري (1212 - 1285)، مهندس و مؤرخ.
- ابن الكردبوس ( - 1179), مؤرخ.
- صاحب الحمار (اسمه الحقيقي أبو يزيد، 873 - 947), ثوري.
- أبو الفضل النحوي (1041 - 1119)، شاعر. و هو صاحب القصيدة المنفرجة.

## العلاقات الدولية

### مدن توأمة
ترتبط مدينة توزر رسمياً بعلاقة توأمة مع مدينتين في الوقت الحالي:
- بك أوغلي منذ سنة 2013.[2]
- جيستلاند منذ سنة 2021.[3]